# 마르틴 붕크
마르틴 붕크(에스토니아어: Martin Vunk, 1984년 8월 21일~)는 에스토니아의 은퇴한 축구 선수로 포지션은 미드필더이다.